# Ceroplesis marmorata
Ceroplesis marmorata är en skalbaggsart som beskrevs av Reiche 1849. Ceroplesis marmorata ingår i släktet Ceroplesis och familjen långhorningar. Inga underarter finns listade i Catalogue of Life.